# Le Fleix
Le Fleix es una comuna francesa situada en el departamento de Dordoña, en la región de Nueva Aquitania.
Es conocida por la Paz de Fleix, firmada allí en 1580.

## Geografía
Está ubicada en una llanura aluvial, bordeada al norte y al oeste por colinas arcillo-calcáreas. La localidad está situada a orillas del río Dordoña, en un lugar donde el río hace una pronunciada inflexión. Probablemente a esta característica deba su nombre, que proviene del latín flexus.
La comuna de Le Fleix limita con el departamento de Gironda. Está incluida en la unidad urbana de Bergerac y en su área turística.

## Historia
Hubo dos castillos en Le Fleix: el castillo "viejo", que fue destruido, y el castillo "nuevo", construido en el siglo XVII como residencia para Frédéric de Foix. 
El segundo castillo fue parcialmente destruido durante la revolución francesa y luego transformado en un templo protestante.

## Economía
Desde la antigüedad sus arcillas permitieron el desarrollo de la alfarería, la teja y luego la loza hasta el siglo XIX. Gracias a sus laderas soleadas, el cultivo de la vid siempre ha tenido en la localidad una gran importancia.

## Demografía
| 1129 | 1253 | 1224 | 1241 | 1278 | 1345 | 1492 |
| Para los censos de 1962 a 1999 la población legal corresponde a la población sin duplicidades (Fuente: INSEE [Consultar]) |      |      |      |      |      |      |